# Trischler Ferenc
Trischler Ferenc (Németbóly, 1945. március 6. –) magyar szobrászművész

## Életútja
Németbólyban született 1945. március 6-án. Gyermekkori barátja, Meszlényi János szobrász hatására és segítségével mind többet foglalkozott rajzolással, mintázással. Huszonnégy éves korában, 1969-ben iratkozott be a Magyar Képzőművészeti Főiskolára, ahol 1975-ben szerzett diplomát. Mesterei Szabó Iván és Somogyi József voltak.
Egész szobrászi tevékenységét meghatározza a bronzba szánt, mintázott forma. Mondanivalója kizárólag az emberi alakról van, az elvont fogalmakat is megszemélyesíti. Mestereitől hamar elszakadva érzékeny plaszticitású felületekre komponálta szobrait. Szimbolikus figuráin egyik fő erénye az emberi testfelület és a drapéria közötti harmónia. Portréi a fizikai hasonlóságon túl a személyiség karakterét is hordozzák, ez igen jól megfigyelhető a pécsi Aradi Vértanúk útján felállított mártírszobrain. Emlékművei pátosztól mentes, egyszerű szimbólumok, fő értékük a gazdag változatossággal mintázott érzékeny plasztika.

## Díjai
- Szinyei-díj 1974
- Derkovits-ösztöndíj 1975-78
- Portré Biennálé II. díj 1983
- Egyházi kiállítás I. díj 2002
- Baranya Megyei Önkormányzat Művészeti díja 2007
- Vasarely díj 2017
- Bóly díszpolgára 2020

## Köztéri művei

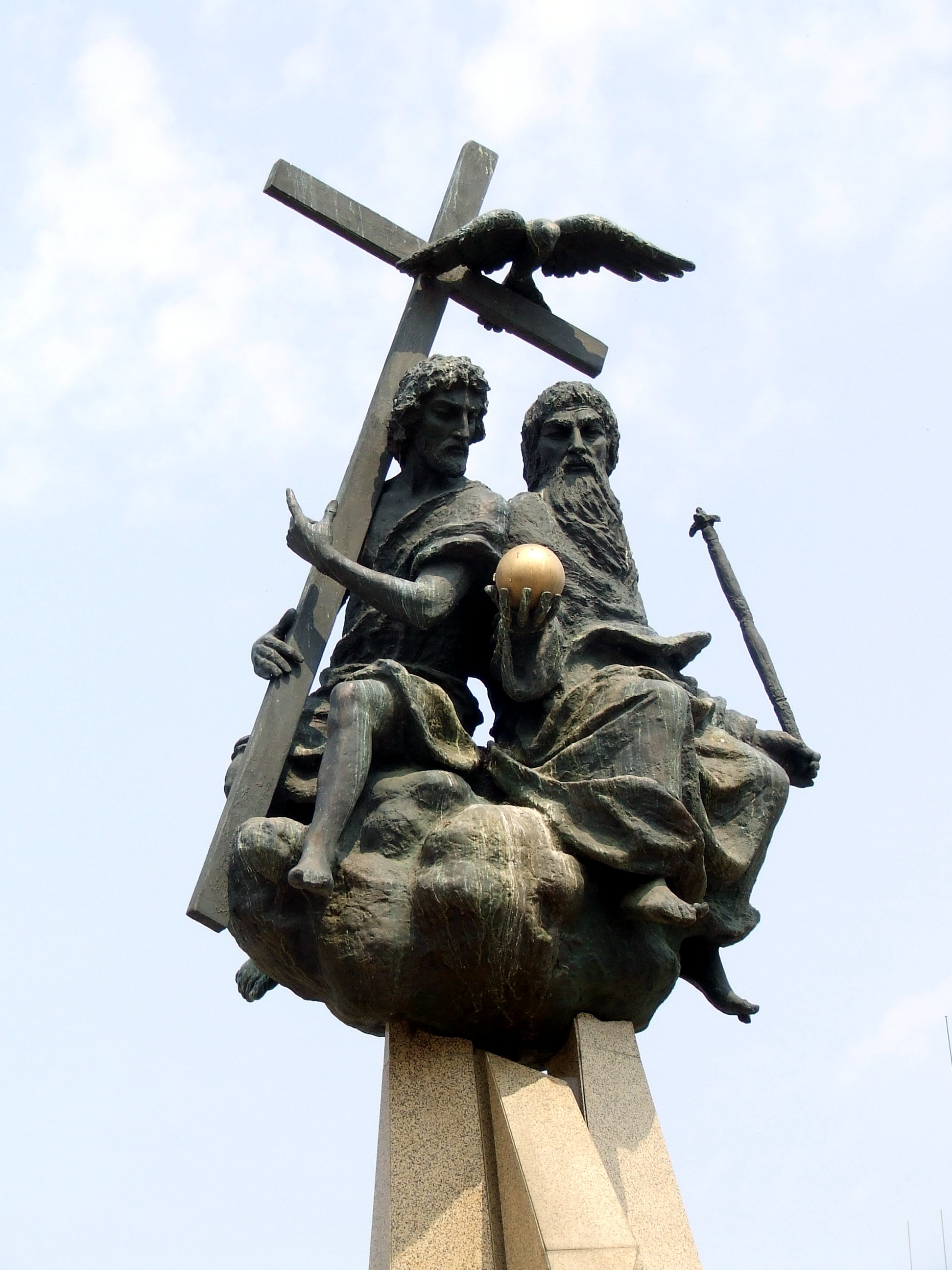
Szentháromság-szobor, Mohács

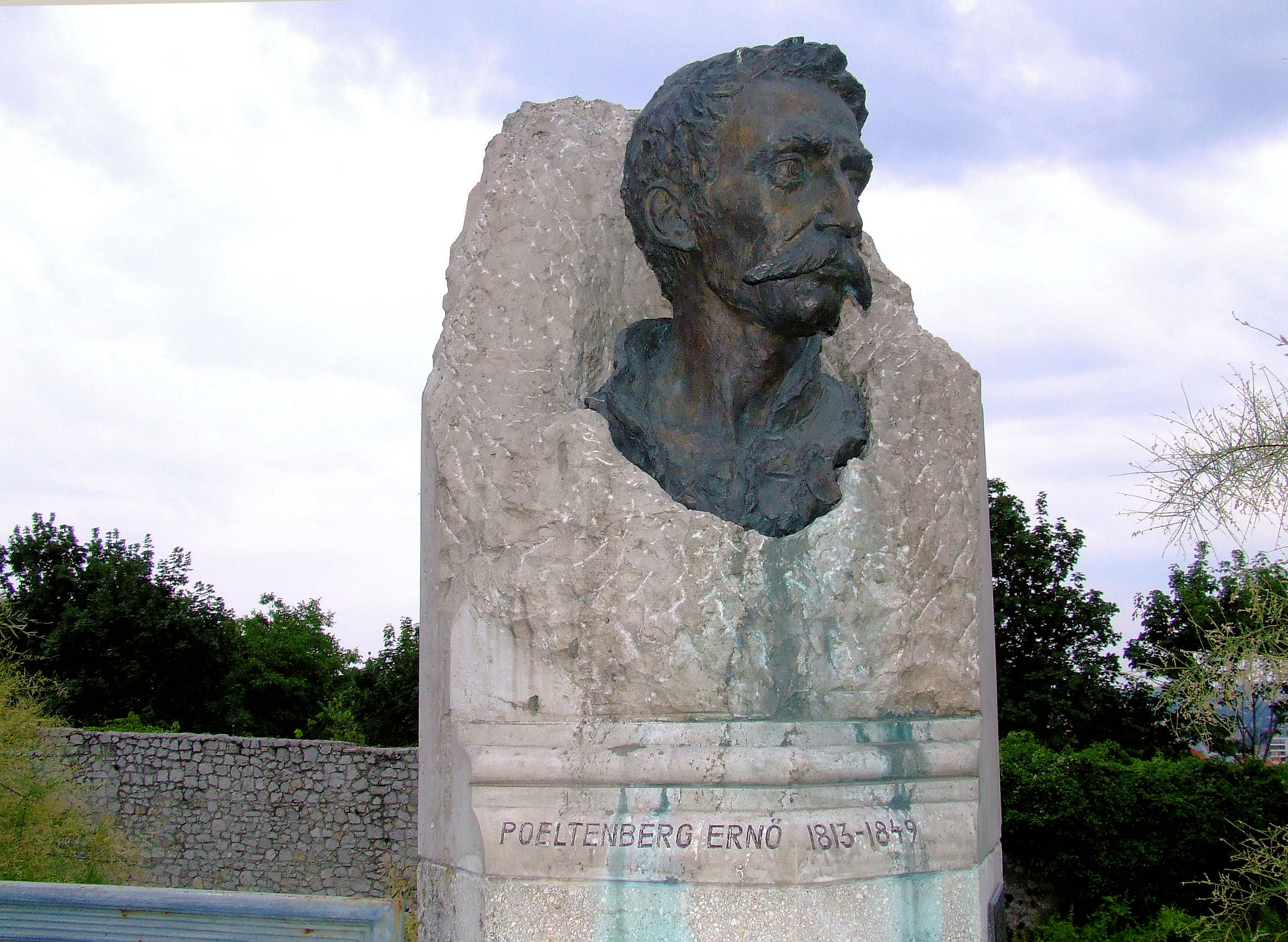
Poeltenberg Ernő szobra, Pécs

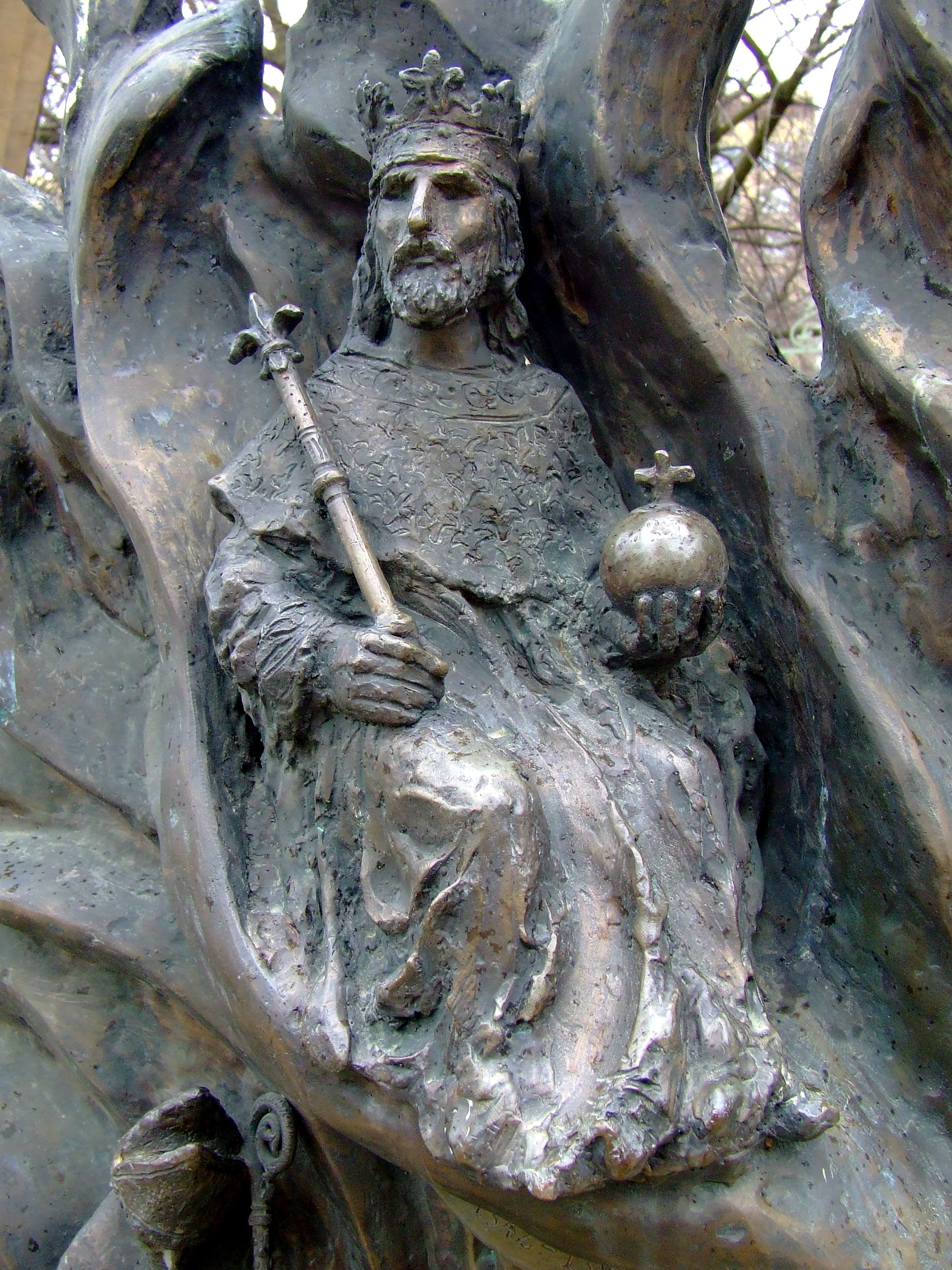
Nagy Lajos király alakja a pécsi Janus Pannonius Tudományegyetem bronzkapuján

- 1975 – Magányosan (bronz, Alsómocsolád)

- 1977 – Fáradt bohóc (Harlekin) (bronz, Pécs, Nemzeti Színház)
- 1978 – Petőfi (bronz, Himesháza)
- 1979 – József Attila (bronz dombormű, Bóly)
- 1981 – Juranics Lőrinc (bronz, Szigetvár)
- 1983 – Hullámok (bronz dombormű, Zalakaros)
- 1983 – Lobogás (bronz, Pécs, Kodály Kollégium)
- 1984 – Diákok (bronz, Kaposvár)
- 1984 – Termékenység (bronz, Sátorhely)
- 1985 – Jókai Mór (bronz, Harkány)

- 1985 – Munkácsy Mihály (bronz dombormű, Kaposvár, Munkácsy Gimnázium)

- 1986 – Pihenő (bronz, Drávaszabolcs)
- 1986 – Hild János (bronz dombormű, Pécs)
- 1988 – Várkonyi Nándor mellszobra (bronz, Pécs)
- 1989 – Napfürdőző (bronz, Alsómocsolád)
- 1990 – Bárczi Gusztáv (bronz dombormű, Kaposvár)
- 1990 – Széchenyi István mellszobra (bronz, Alsómocsolád)
- 1990 – II. világháborús emlékmű (bronz, Töttös)
- 1990 – Olvasó lány (bronz, Nagynyárád)
- 1991 – Kossuth Lajos mellszobra (bronz, Alsómocsolád)
- 1991 – Petőfi Sándor mellszobra (bronz, Alsómocsolád)
- 1991 – II. világháborús emlékmű (bronz, Újpetre)
- 1991 – II. világháborús emlékmű (bronz, Mágocs)
- 1991 – Assisi Szent Ferenc (bronz, Pécsbánya, kórház)
- 1991 – Bőség (bronz, Bóly)
- 1991 – Damjanich János (bronz, Pécs, Aradi Vértanúk útja)
- 1992 – Knezić Károly (bronz, Pécs, Aradi Vértanúk útja)
- 1992 – Deák Ferenc mellszobra (bronz, Alsómocsolád)
- 1992 – Puskás Tivadar mellszobra (bronz, Bóly)
- 1993 – Liszt Ferenc mellszobra (bronz, Alsómocsolád)
- 1993 – Leiningen-Westerburg Károly gróf (bronz, Pécs, Aradi Vértanúk útja)
- 1993 – Erzsébet (porcelán dombormű, Bóly, Mauzóleum)
- 1993 – Szentháromság (bronz, Mohács)
- 1993 – Díszkapu (bronz, Pécs, Pécsi Tudományegyetem Bölcsész Kara)
- 1994 – Poeltenberg Ernő (bronz, Pécs, Aradi Vértanúk útja)
- 1994 – Munkácsy Mihály mellszobra (bronz, Alsómocsolád)
- 1995 – Flóra (bronz, Alsómocsolád)
- 1995 – Szeretet szökőkút (bronz, Pécs, Püspöki Palota)
- 1996 – II. János Pál (bronz, Pécs, Püspöki Palota)
- 1997 – Kitelepítés (bronz, Pécs, Lenau-ház)
- 1998 – Merengő (bronz, Alsómocsolád, kastély)
- 1999 – Kitaibel Pál (bronz, Pécs, Janus Pannonius Tudomány Egyetem)
- 1999 – Prinz Gyula mellszobra (bronz, Pécs Egyetem)
- 2000 – Turul emlékmű (bronz, Ivándárda).
- 2000 – Batthyány Julianna (bronz dombormű, Bóly)
- 2001 – Szent István mellszobra (bronz, Lajosmizse)
- 2001 – Szent István szobor (bronz, Heves)
- 2001 – Szent István szobor (bronz, Döbrente)
- 2002 – Trianoni emlékmű (bronz, Lajosmizse)
- 2003 – Mátyás király mellszobra, (bronz, Lajosmizse)
- 2003 – Dr. Tóth János mellszobra (bronz, Bábolna)
- 2003 – Dr. Burgert Róbert mellszobra (bronz, Bábolna)
- 2004 – Jakob Bleyer (bronz dombormű, Budapest)
- 2004 – Postás Emlékműegyüttes (bronz, Balatonszemes)
- 2004 – Palkó Sándor mellszobra (bronz, Orfű)
- 2004 – Csorba Győző mellszobra, (bronz, Pécs, Megyei Könyvtár)
- 2005 – Wittmann Antal mellszobra (bronz, Mosonmagyaróvár)
- 2005 – Albert Kázmér mellszobra (bronz, Mosonmagyaróvár)
- 2005 – Díszkapu Faludi ház (bronz, Bóly)
- 2005 – Erzsébet (porcelán dombormű, Bóly)
- 2006 – Puskás Tivadar szobra (Budapest, 2019-ben áthelyezve a Telekom székházához)
- 2006 – Opris Péter mellszobra, (bronz, Pécs)
- 2006 – Stációk – Keresztút (bronz, Pécs-Hird)
- 2006 – Szent Borbála szobor (bronz, Pécs)
- 2008 – Madaras emlékkút (bronz, Mohács)
- 2009 – Szepessy Ignác mellszobra (bronz, Mohács)
- 2009 – Rippl-Rónai szamárfogatos kordéján (bronz, Kaposvár)
- 2010 – Széchenyi mellszobra (bronz, Pécs, Kossuth tér)
- 2013 – Kanizsai Dorottya mellszobra (bronz, Siklós)
- 2013 – Busószobor együttes (bronz, Mohács, Busóudvar)
- 2013 – Zichy Gyula mellszobra (Pécs, Janus P. Gimnázium)
- 2013 – Erzsébet királyné (Sisi) mellszobra (bronz, Alsómocsolád)
- 2013 – Deák Ferenc mellszobra (Pécs, Kossuth tér)
- 2013 – Friedrich Schiller mellszobra (bronz, Pilisvörösvár)
- 2015 – Hajdú Frigyes mellszobra (bronz, Mosonmagyaróvár)
- 2016 – Fekete István szobor (bronz, Mosonmagyaróvár)
- 2017 – A Gulág áldozatainak emlékműve (bronz, Pécs)
- 2017 – Somogyi reformátorok emlékműve (bronz, Kaposvár)
- 2019 – Albert Kázmér mellszobra (bronz, Budapest – Albertfalva)

- 2020 – Busó szoborcsoport (bronz, Mohács, Mohács város kapujában)

- 2020 – Busók ördögkeréken (bronz, Mohács)

## Egyéni kiállítások
- 1975 – Hatvani Galéria, Hatvan
- 1975, 1978, 1993 - Bóly
- 1976 – Lila Iskola, Újpalota
- 1976 – Gyöngyös
- 1977 – Opole (Lengyelország)
- 1978 – Balassagyarmat
- 1978 – Bóly
- 1978 – Dömösi Galéria, Dömös (Győrffy Péterrel)
- 1979 – Szabadka, Novi Sad (Szerbia)
- 1980 – Kaposvár; Szigetvár
- 1982 – Ferenczy Terem, Pécs
- 1983 – Balassagyarmat
- 1984 – Csongrádi Galéria, Csongrád (Dienes Gáborral)
- 1986 – Pécsi Kisgaléria, Pécs (kat.)
- 1986 – Stubenberg (Ausztria)
- 1986 – Üszögpuszta
- 1988 – Siklósi vár
- 1991, 1992 – Hamburg (Németország)
- 1992 – Bartók Művelődési Központ, Mohács (T. Ferk Annával)
- 1993 – Erzsébet Vigadó, Bóly
- 1995 – Pécsi Galéria, Pécs
- 1997 – Kolping-ház, Bóly
- 1998 – Csongrádi Galéria, Csongrád
- 2000 – Műhely Galéria, Pécs
- 2002 – Heves Múzeum, Heves
- 2002 – Altomünster (Németország)
- 2003 – Duna Galéria, Budapest
- 2005 – Finn nagykövetség, Stockholm (Svédország)
- 2005 – Kisgaléria, Pécs
- 2007 – Galéria, Stockholm (Svédország)
- 2008 – Bankcenter, Budapest
- 2011 – Műhelygaléria, Pécs

## Csoportos kiállítások
- 1975 - Budapest Ernst Múzeum, Stúdió kiállítás

- 1975 – Budapest Ernst Múzeum, Stúdió kiállítás
- 1978 – Magyar szobrászat, Műcsarnok, Budapest
- 1979 – Szabadtéri szoborkiállítás, Zánka
- 1979 – Rajz/Drawing '80, Pécsi Galéria, Pécs
- 1982 – Művésztelepi kiállítás, Csongrád
- 1983 – Portrébiennálé, Hatvan
- 1984 – Dunántúli Tárlat, Kaposvár
- 1985, 1990 – Magyarországi Németek Képzőművészeti Kiállítása
- 1986 – Dél-dunántúli Művészek, Opole (Lengyelország)
- 1988, 1994 – Tavaszi Tárlat, Műcsarnok, Budapest
- 1991 – Ferency Béni és Noémi emlékkiállítás, Vigadó
- 1991 – VIII. Országos Éremművészeti Biennálé, Sopron
- 1995-2000 évente – Siklósi Szalon, Siklósi vár
- 1998, 2002, 2004 – Europahaus, Neumarkt (Ausztria)
- 2000 – „Baranya Art 2000”, Pécsi Galéria, Pécs
- 2000 – Műhely Galéria, Pécs
- 2001 – Dante kiállítás, Ravenna (Olaszország)
- 2001 – Cifrapalota, Kecskemét
- 2002 – Egyházműv. kiállítás, Hatvan
- 2003 – Vigadó- Szobrászrajz, Budapest
- 2003 – PBMT Kiállítás, Tihany
- 2003, 2004 – Őszi tárlat, Hódmezővásárhely
- 2004 – Városi Galéria, Szekszárd
- 2004 - PBMT Kiállítás, Nagyvárad (Románia)
- 2004 – Városi Galéria, Altomünster (Ausztria)
- 2004 – Egyházműv. kiállítás, Budapest
- 2005 – Magyar Ház, Bécs (Ausztria)
- 2006 – Műhelygaléria, Pécs
- 2006 – Magyar Intézet, Moszkva (Oroszország)
- 2009 – Rácz Aladár Cigány Egyesület, Pécs
- 2015 – VUdAK Tárlat, Budapest (Magyarországi Német Írók és Művészek Szövetsége)
- 2016 – Művelődési Ház, Magyarszék
- 2016 – Vigadó-Somogyi, Budapest
- 2016 – Siklósi Szalon, Dunaszerdahely (Szlovákia)
- 2017 – Magyar Intézet, Párizs (Franciaország)
- 2019 – Magyar Akadémia, Róma (Olaszország)
- 2019 – M21 Galéria, Pécs
- 2020 – Városi Múzeum, Mohács

## Művek közgyűjteményekben
- Déri Múzeum, Debrecen
- Janus Pannonius Múzeum, Pécs
- Tornyai János Múzeum, Hódmezővásárhely
- Vatikáni Múzeum, Róma
- Paks, Városi Képtár
- Szentes, Múzeum